# 特殊警備隊
特殊警備隊（とくしゅけいびたい、英語: Special Security Team, SST）は、海上保安庁の特殊部隊。シージャックや毒ガス事案など、高度な知識・技術を必要とする特殊な海上警備事案に対処する。

## 来歴
大阪国際空港の公害問題を背景として、1960年代より、大阪圏に第二空港を設置することが検討され始めていた。諸般の検討や地元との調整を経て、建設位置は泉州沖の大阪湾上と決定し、1980年代後半より、関西国際空港として、具体的な計画が着手された。しかし建設への反対運動も激化しており、極左暴力集団は消火器爆弾や迫撃弾などを用いて、関西地域で年間数百件ものテロ・ゲリラ事件を引き起こしていた。
この状況に対して、1985年10月1日、同地を管轄する岸和田海上保安署（第五管区）に設置されたのが関西国際空港海上警備隊（海警隊）であった。陸地側を警備する大阪府警察機動隊と連携して海側の警備を担っており、隊員は第五管区内に限らず、全国から希望者を募って配置されていた。発足時はわずか8名であったが、1987年には空港の本格的な着工にあわせて24名に増強され、1990年には更に37名に増強された。
また1989年には、日米原子力協定の適用を受けてフランスから返還されるプルトニウムの海上輸送が決定され、その際の護衛を海上保安庁が担当することになったことから、そのための体制整備が進められることになった。その一環として、本庁警備第二課に設置されたのがプルトニウム輸送船警乗隊（警乗隊）であった。この部隊には、海警隊からも複数の隊員が参加したが、基本的には、やはり全国から選抜された隊員から構成されていた。1990年にはアメリカ海軍のNavy SEALsによる訓練が施された。その際に、Navy SEALsから射撃、狙撃、接近格闘術、リペリング降下、ファストロープ降下など特殊部隊として必要な指導を受けたとされている。1992年に輸送が実施され、復路では巡視船「しきしま」の護衛を受けて、フランスから日本まで無寄港で、総日数60日・総航程2万海里の輸送を実施したが、輸送船「あかつき丸」に乗船した警乗隊は、往路や寄港中も含めて、約5ヶ月間150日間にわたって一度も上陸することなく、輸送船の警備を完遂した。
そして1996年5月11日に、海警隊と警乗隊を統合して大阪特殊警備基地（第五管区）に設置されたのがSSTであった。

## 編制

### 所掌
1997年（平成9年）の海上保安白書によれば、「シージャック、サリン等の有毒ガス使用等高度な知識及び技術を必要とする特殊な海上警備事案」に対処することが、SSTの任務とされている。2003年にSSTは、PSI（拡散に対する安全保障構想）加盟国による演習に参加し、大量破壊兵器を搭載している容疑船の制圧と検査を担当していることから、こうした臨検も任務とされている。その他の任務として、船員による暴動の鎮圧や、海賊行為への対処、工作船事案、船内における爆発物の処理、密航船や麻薬密輸船の摘発などが挙げられる。
海上保安庁にはNBCテロ対処の専従部隊がないため、東日本では特殊救難隊が、そして西日本では本部隊が対応するように分担している。前述の通り、平成9年（1997年）版の海上保安白書には、SSTが「サリン等の有毒ガス使用事案」に対処する部隊として記載されており、化学テロが客船や港湾の施設内で行われた場合は、SSTが出動し、負傷者の救助や証拠品（化学兵器が入っていた容器など）の回収を行い、その後の捜査は、海上保安庁の捜査員が警察などと連携して行う。また船舶内での殺人事件やシージャックへの対処なども行う事から、海上保安庁のSSTは、警察におけるNBC対策部隊、爆発物処理班、刑事部突入班、特殊部隊（SAT）の機能を併せ持っており、海上での広範囲な任務を担当する点が特徴である。

### 組織

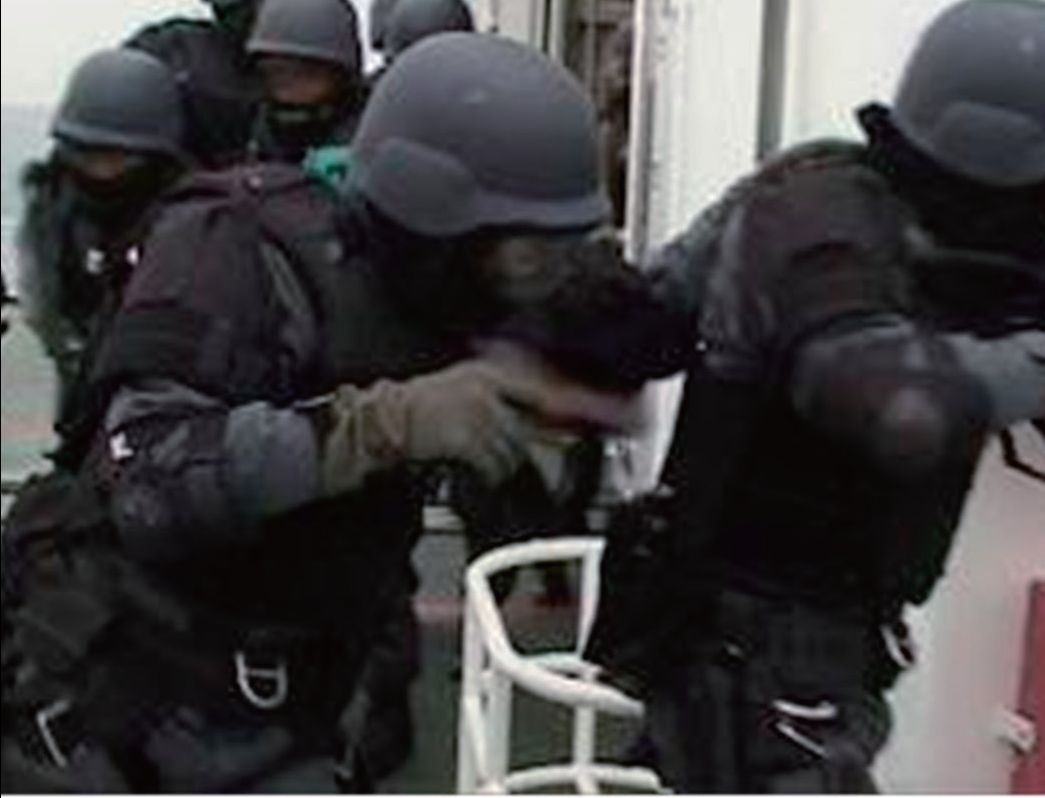
SST隊員

前述の通り、SSTは第五管区海上保安本部の大阪特殊警備基地として設置されているが、運用は本庁警備課特殊警備対策室が行っている。第一特殊警備隊から第七特殊警備隊までの7個隊で編成され、各隊は8名ずつ、隊長は二等海上保安正、副隊長は三等海上保安正で、隊員の中には救急救命士や危険物取扱の有資格者も配属されている。また7個隊のうち、2個隊は爆発物処理・化学防護能力を備えている。
SSTは、ヘリコプターからのリペリング降下、巡視艇、高速艇などによる強行接舷、気泡が出ない循環式潜水器を使用した潜水による接近などによって対象船舶に乗り込み、下記装備等を使用して犯人を制圧する。突入に際しては、公開されている限り自動小銃4名、拳銃4名の編成をとることが多いようである。また任務によっては特別警備隊の支援を受ける場合もある。基本的に2人一組で行動する。機密保持は極めて厳しく、隊員は海上保安庁職員名簿にも掲載されず、人事記録からも名前を消される措置を受けている。

### 装備
海警隊の発足当初は、4インチ銃身モデルのS&W M19回転式けん銃に.38スペシャル弾を装填して使用していたが、Navy SEALsから指導を受けた際に、アメリカ軍人は海警隊隊員の優れた射撃精度に驚嘆する一方、装弾数の少なさに伴う火力不足が指摘された。このことから、1992年にはシグ・ザウエルP228自動式けん銃が導入された。
拳銃よりも強力な銃器としては、1988年にH&K MP5A5/SD6短機関銃が導入されたほか、1992年には89式5.56mm小銃も導入された。
海警隊では、狙撃銃として、64式7.62mm小銃に照準器を取り付けたものと豊和M1500を使用していたが、ボルトアクション式の豊和M1500は次弾装填の際に標的を見失うため、海上での狙撃には適さなかったとされている。またSST設立後には、2,000メートル級の長射程を誇るマクミラン社製の対物ライフルも導入された。
またSST自身の装備ではないが、関西空港海上保安航空基地に配備されているサーブ 340BとEC225LP（ヘリコプター）は、通常業務のほか、SSTの移送を考慮した装備となっている。工作船対処の際には、これらの航空機がSSTの輸送や上空の監視警戒に当たるのに加えて、ひだ型を指揮船としてあそ型やつるぎ型などから構成される巡視船隊とも連携して、SSTによる停船後の工作船への立入検査および工作員の逮捕などといった行動も想定されている。

## 活動史
- 1988年 - ソウルオリンピックの期間中、日韓を結ぶカーフェリーのうち日本船籍のものには海上保安官が警乗を行うことになり、所轄の第7管区のほか、海警隊からも数人が参加した[1]。
- 1989年 - 東シナ海を航行中のパナマ船籍の鉱石運搬船内で船員が暴動を起こす事件が発生し、所轄の第11管区とともに海警隊も出動して暴動を鎮圧[1]。
- 1990年 - プルトニウム輸送船を護衛する為に海警隊の隊員を選抜し、警乗隊を創設した際に、アメリカ海軍のNavy SEALsから指導を受けた[7]。
- 1992年 - フランスから日本へのプルトニウムを輸送した運搬船あかつき丸に警乗隊が警乗護衛を行った[1][9]。
- 1996年 - 海警隊と警乗隊が統合され、大阪特殊警備基地が設置される[2][3]。
- 1996年 - ハワイ南方沖の公海上を航行中のホンジュラス船籍のマグロ漁船内で、韓国人船員ら計11名が殺害される事件が発生した際に、第三管区海上保安本部の巡視船「しきしま」「うらが」の2隻とSSTが出動した[14]。
- 1998年 - 東京晴海埠頭で行われた観閲式で、SSTが訓練展示（容疑船へのリペリング降下）を行い、初めて報道陣の前に姿を現す[21]。
- 1999年 - 能登半島沖不審船事件の際に、SSTは追跡中の巡視船「ちくぜん」に乗船して、不審船停船後の強行臨検に備えていた[22]。
- 1999年 - マラッカ海峡で海賊に襲撃され、行方不明となった日本法人の所有する貨物船「アロンドラ・レインボー」の捜索に出動[23]。
- 2000年 - 東シナ海を航行中のシンガポール船籍の貨物船で船員が暴動を起こす事件が発生。SSTが出動して暴動事件に対応した[24]。
- 2001年 - アメリカ同時多発テロの発生により、横須賀を出航するアメリカ空母「キティホーク」の上空からヘリコプターに搭乗して警備を行う[25]。
- 2001年 - 九州南西海域工作船事件に際して出動し、第十管区海上保安本部の巡視船「はやと」船内で準備をしていた[26]。
- 2002年 - 江の島虚偽通報事件に際して、所轄の第三管区とともにSSTも出動して工作員の制圧に備えて準備をしていた[27]。
- 2002年 - FIFAワールドカップ開幕直前に、釜山沖において、韓国海洋警察特別攻撃隊 (SSAT) と、SSTがテロ対策合同訓練を行う。なお訓練の模様は報道機関に公開された[28]。
- 2003年 - オーストラリア東岸沖でPSI加盟国による合同臨検（船舶検査）演習「パシフィックプロテクター」が実施され、SSTは容疑船への降下、制圧を担当した。その際に、海上自衛隊の幹部から「急襲、武器使用、制圧、被疑者の選択といった一連の行動が洗練され、完璧である」と高い評価を受けた[29]。
- 2008年 - 洞爺湖サミット開催前に、神戸港において、爆破テロを想定した警察との合同テロ対策訓練にSSTが参加し、船舶に立て籠もったテロリスト役の制圧を行った。なお、この合同訓練には兵庫県警察の銃器対策部隊と爆発物処理班が参加した[30]。
- 2008年 - 「シーシェパード」が日本の調査捕鯨船の活動を妨害し、乗務員が負傷する事件が発生。この事件を受け海上保安庁は日本鯨類研究所の調査捕鯨船「第二勇新丸」にエコテロリスト対策として海上保安官が乗船し、警備を担当したと発表した。この海上保安官は情報誌に掲載された記事ではSST隊員とされている[31]。
- 2009年 - 高知県室戸岬沖で、大量の覚醒剤を夜陰に乗じて室戸市の椎名漁港に密輸しようとした中国船籍の漁船が、海上保安庁に発見された。該船は巡視船からの停船命令を無視したため、SSTが急襲した。船を制圧したSSTは、同船員6人を立入検査忌避罪で現行犯逮捕した[32]。椎名漁港には密輸の受け入れ役だった在日中国人と暴力団員が待ち受けており、この暴力団員らは通報を受けて警戒を実施していた高知県警察が逮捕した。
- 2010年 - 海上保安庁観閲式で武装船を想定した訓練が初公開された[33][34]。
- 2013年 - 東京電力福島第二原子力発電所において、テロリストの襲撃を想定した警察との合同テロ対策訓練にSSTが参加し、船舶に立て籠もったテロリスト役の制圧を行った。なお、この合同訓練には千葉県警察の特殊部隊 (SAT)と福島県警察の銃器対策部隊が参加した[35]。
- 2014年 - 10月5日早朝、小笠原諸島周辺の日本領海内で赤サンゴを密漁する中国漁船（中国漁船サンゴ密漁問題）に対処するため、巡視船「しきしま」にてブリーフィングを行った後、ヘリコプターからのリペリング降下で漁船に突入、包丁や銛等で激しく抵抗する乗組員を制圧して横須賀へ連行したと報じられた[29]。海上保安庁は本件に関して「回答を差し控える」としている[29]。
- 2019年 - 大阪湾において、旅客船内での化学テロを想定したテロ対策訓練にSSTが参加し、負傷者の搬送や除染などの手順を確認した[36]。

## 登場作品
映画・テレビドラマ
『救命病棟24時』
テレビドラマ。2002年のスペシャル番組にSSTが登場する。
アニメ・漫画
『S -最後の警官-』
漫画版・映画版にて、プルトニウム輸送船がテロリストに乗っ取られたことを受け、SSTが出動。SATやNPSと共同作戦を行う。
『海猿』
貨物船乗っ取り事案でSSTに出動要請が下る。
小説
『感染捜査』
吉川英梨の小説。豪華客船で人をゾンビ化するウイルスが蔓延したことを受け、特別警備隊 (海上保安庁)とともに船内へ展開する。その後、同船の洋上隔離とともに結成された警視庁と海保合同の第一次感染捜査隊に編入され、全編を通して活動することになる。主人公の一人、来栖光もここの出身者。
『交戦規則 ROE』
黒崎視音の小説。北朝鮮工作員らの乗る貨物船への対処のため出動し、ヘリコプターのベル 212「日本海」に搭乗して巡視船「えちご」へと移動する予定だったが、その途中で工作員らが潜水装備を身に着けて貨物船から下りたため出番はなかった。